# Les Fruits de la passion
Pour plus de détails, voir Fiche technique et Distribution.
Les Fruits de la passion (上海異人娼館, Shanhai ijin shōkan, litt. « Le Bordel des étrangers de Shanghai ») est un film érotique franco-japonais de Shūji Terayama avec Klaus Kinski, Isabelle Illiers et Arielle Dombasle, sorti en 1981. Le film est adapté du roman érotique français Retour à Roissy de Pauline Réage, suite d'Histoire d'O.

## Synopsis
La Chine en 1920, Sir Stephen entraine sa maîtresse O à se prostituer dans une maison close. Malheureusement, elle tombe amoureuse d'un client…

## Fiche technique
- Titre : Les Fruits de la passion
- Titre alternatif japonais : 上海異人娼館 (Shanhai ijin shōkan?)
- Réalisation : Shūji Terayama
- Scénario : Shūji Terayama et Rio Kishida, d'après Retour à Roissy de Pauline Réage, suite d'Histoire d'O.
- Production : Anatole Dauman pour Argos Films (France) ; Hiroko Govars et Eiko Kujo pour Jinriki Hikoki Sha (Japon)
- Pays d'origine :  France et  Japon
- Langue : français
- Genre : érotique
- Durée : 83 minutes
- Sortie : 1981

## Distribution
- Isabelle Illiers : O
- Klaus Kinski : Sir Stephen
- Arielle Dombasle : Nathalie
- Peter : Madame
- Keiko Niitaka : Aisen
- Sayoko Yamaguchi : Sakuya
- Hitomi Takahashi : Byakuran
- Miyuki Ono : Kasen
- Yuka Kamebuchi
- Kenichi Nakamura : Le jeune homme, Ogaku
- Akiro Suetsugu : Obana
- Renji Ishibashi : Kato
- Takeshi Wakamatsu : Le gardien de la maison
- Georges Wilson : Le narrateur
- Maria Meriko : La mort

## Autour du film
Le film comporte notamment des scènes de sexe non simulées.